# Igeltjärnen (Holmedals socken, Värmland)
Igeltjärnen är en sjö i Årjängs kommun i Värmland och ingår i Göta älvs huvudavrinningsområde.